# Мытков (Винницкая область)
Мы́тков (укр. Митків) — село на Украине, находится в Гайсинском районе Винницкой области.
Код КОАТУУ — 0520884803. Население по переписи 2001 года составляет 740 человек. Почтовый индекс — 23734. Телефонный код — 4334.
Занимает площадь 2,624 км².

## Адрес местного совета
23734, Винницкая область, Гайсинский р-н, с.Мытков, ул.Ленина, 57